# Siekierki (gromada w powiecie chojeńskim)
Siekierki – dawna gromada, czyli najmniejsza jednostka podziału terytorialnego Polskiej Rzeczypospolitej Ludowej w latach 1954–1972.
Gromady, z gromadzkimi radami narodowymi (GRN) jako organami władzy najniższego stopnia na wsi, funkcjonowały od reformy reorganizującej administrację wiejską przeprowadzonej jesienią 1954 do momentu ich zniesienia z dniem 1 stycznia 1973, tym samym wypierając organizację gminną w latach 1954–1972.
Gromadę Siekierki z siedzibą GRN w Siekierkach utworzono – jako jedną z 8759 gromad na obszarze Polski – w powiecie chojeńskim w woj. szczecińskim na mocy uchwały nr V/41/54 WRN w Szczecinie z dnia 5 października 1954. W skład jednostki weszły obszary dotychczasowych gromad Osinów Dolny, Siekierki, Stara Rudnica i Stary Kostrzynek ze zniesionej gminy Cedynia oraz obszary dotychczasowych gromad Gozdowice, Stare Łysogórki i Stary Błeszyn ze zniesionej gminy Mieszkowice w tymże powiecie. Dla gromady ustalono 10 członków gromadzkiej rady narodowej. Była to najdalej na zachód wysunięta gromada PRL.
Gromadę zniesiono 1 stycznia 1972, a jej obszar włączono do gromad Mieszkowice (miejscowości Brochucin, Gozdowice, Nowy Błeszyn, Słubin, Stare Łysogórki i Stary Błeszyn) i Cedynia (miejscowości Dziwnica, Osinów Dolny, Siekierki, Stara Rudnica, Stary Kostrzynek i Żarsko) w tymże powiecie.